# Église Notre-Dame de Castelviel
Pour les articles homonymes, voir Église Notre-Dame.
L'église Notre-Dame est une église catholique située dans la commune de Castelviel, dans le département de la Gironde, en France.

## Localisation
L'église se trouve au cœur du village, le long de la route départementale D128 (Listrac-de-Durèze à l'ouest et Caplong à l'est).

## Historique
L'édifice a été édifié au cours du XIIe siècle (l'abside circa 1130 et le portail circa 1150-1160) et transformé au XIVe siècle. En 1867, le bâtiment a été remanié et en grande partie restauré dans la décennie 1990-2000.
L'église de Castelviel, dont l'orientation est incliné un peu vers le nord, a été reprise des deux bouts : 
- À l'est, a été construit un chevet plat, avec un pan coupé à l’intérieur, qui dissimule un escalier dans l'angle nord-est.
- À l'ouest, a été élevée une façade surmontée d'un clocher-mur.
- Les quatre angles de l'édifice sont empâtés de contreforts obliques. la façade ouest est, de plus, assurée par un autre contrefort d'environ 1,50 m dans chaque sens.
- Le flanc nord a conservé ses contreforts romans.
- Sur le flanc sud, était une chapelle datant de la fin de l'époque gothique qui a été démolie au XIXe siècle.
- Quelques modillons romans survivent sur le chevet et le mur sud.

La nef est large de 6,70 m et la largeur du chevet est de 5,60 m. Entre les deux, l'arc triomphal ne mesure que 4,22 m. Le chevet est voûté en berceau et la nef est lambrissée et sa charpente, qui est ouvragée, devait être destinée à rester apparente.
L'église possède une cloche datant de 1556 et une autre de 1994.
À l'intérieur, se trouve un tableau de l'école italienne, daté de 1610, représentant saint Thomas et un autel baroque de 1853.

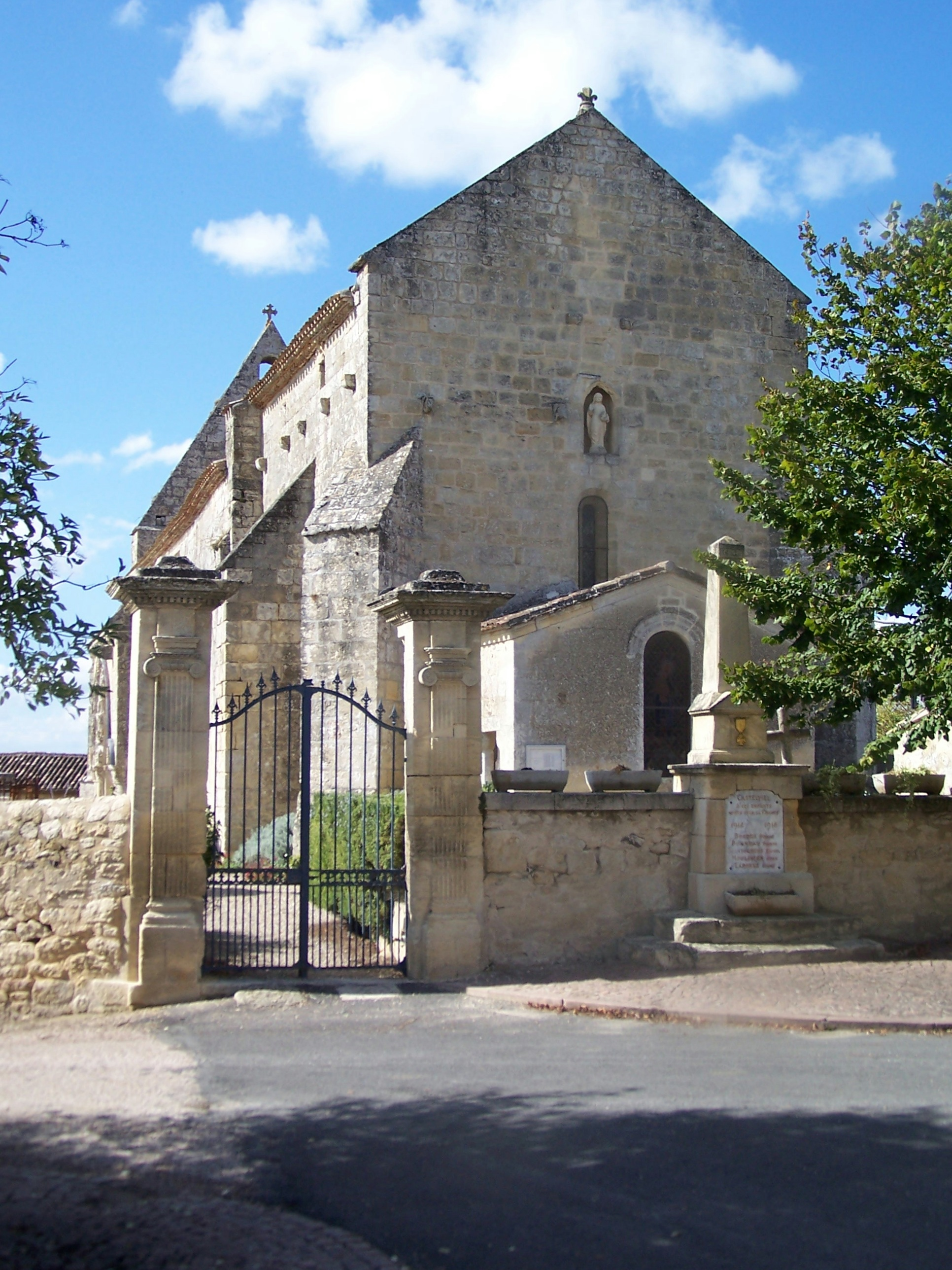
Vue sud-est, monument aux morts et entrée du cimetière (sept. 2012)
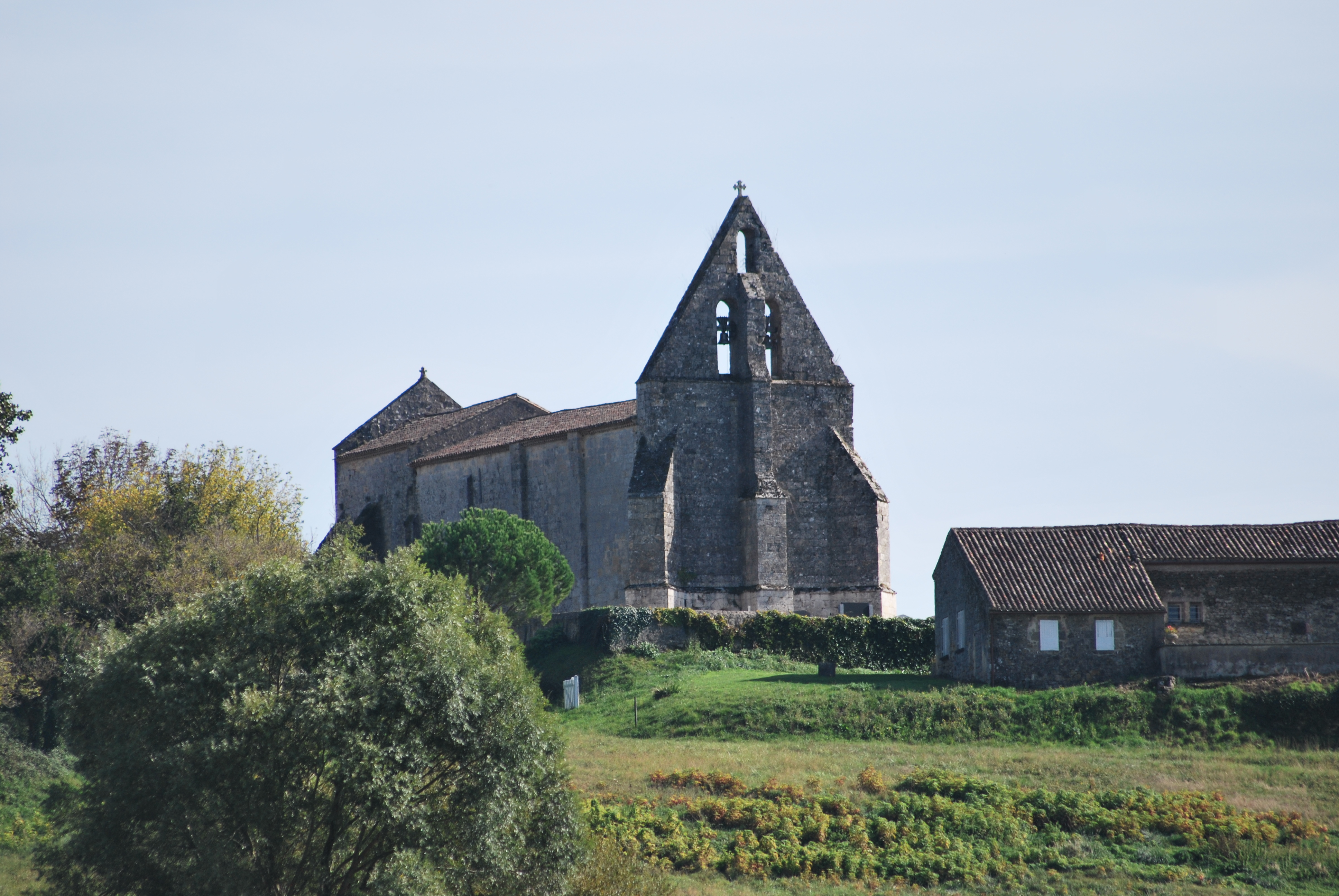
Vue nord-ouest
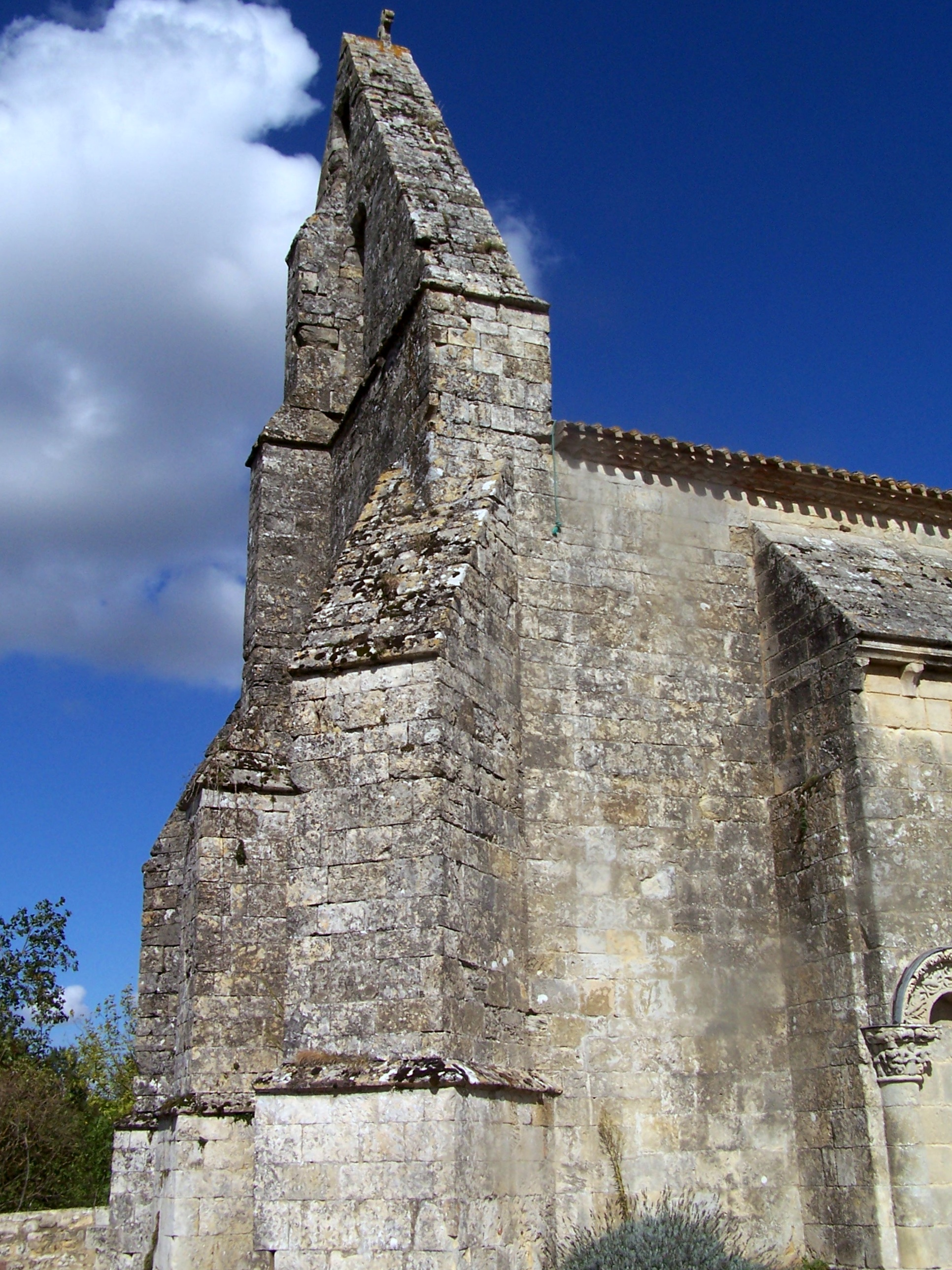
Façade ouest aveugle (sept. 2012)
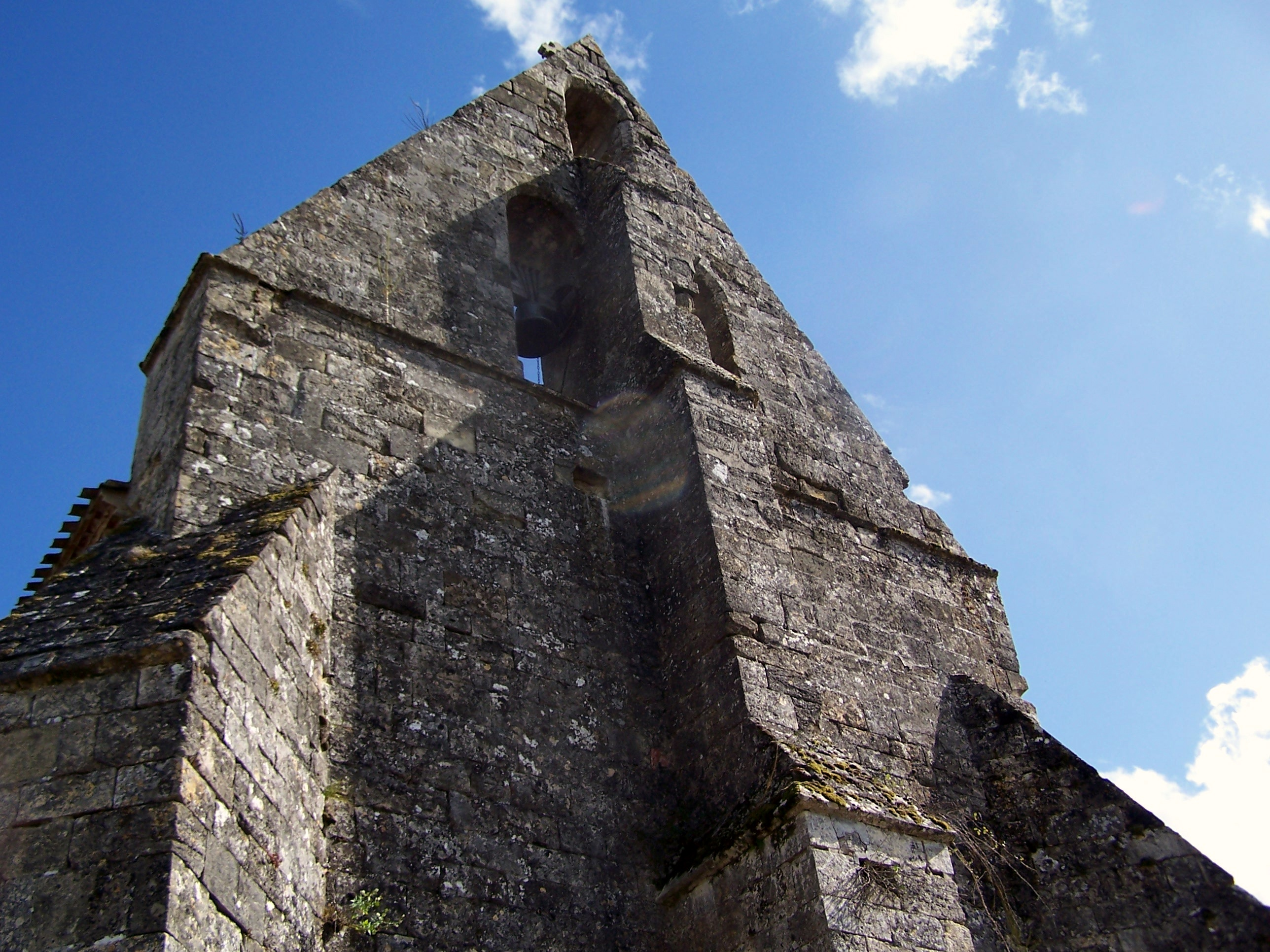
Le clocher-mur (sept. 2012)
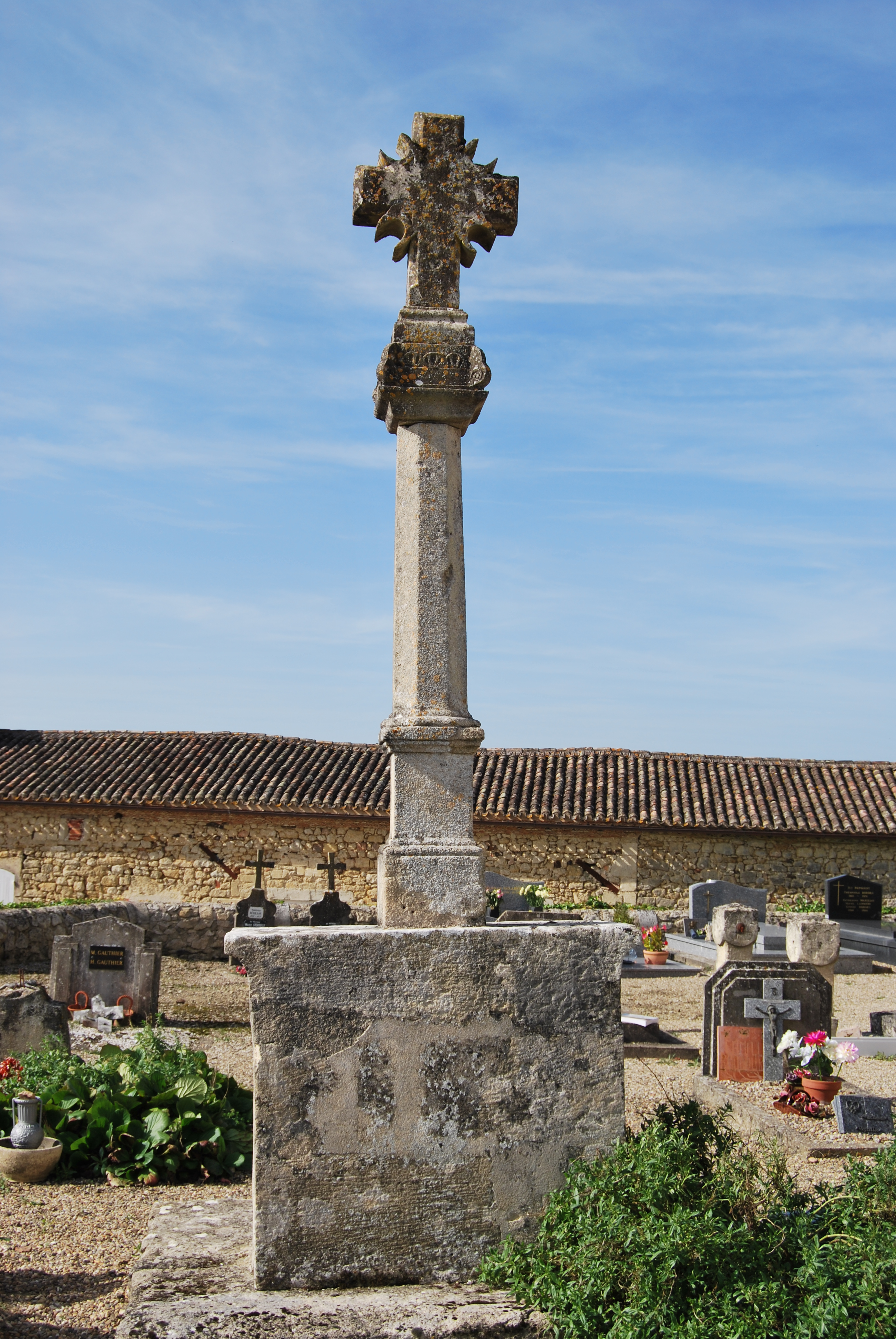
Croix de cimetière
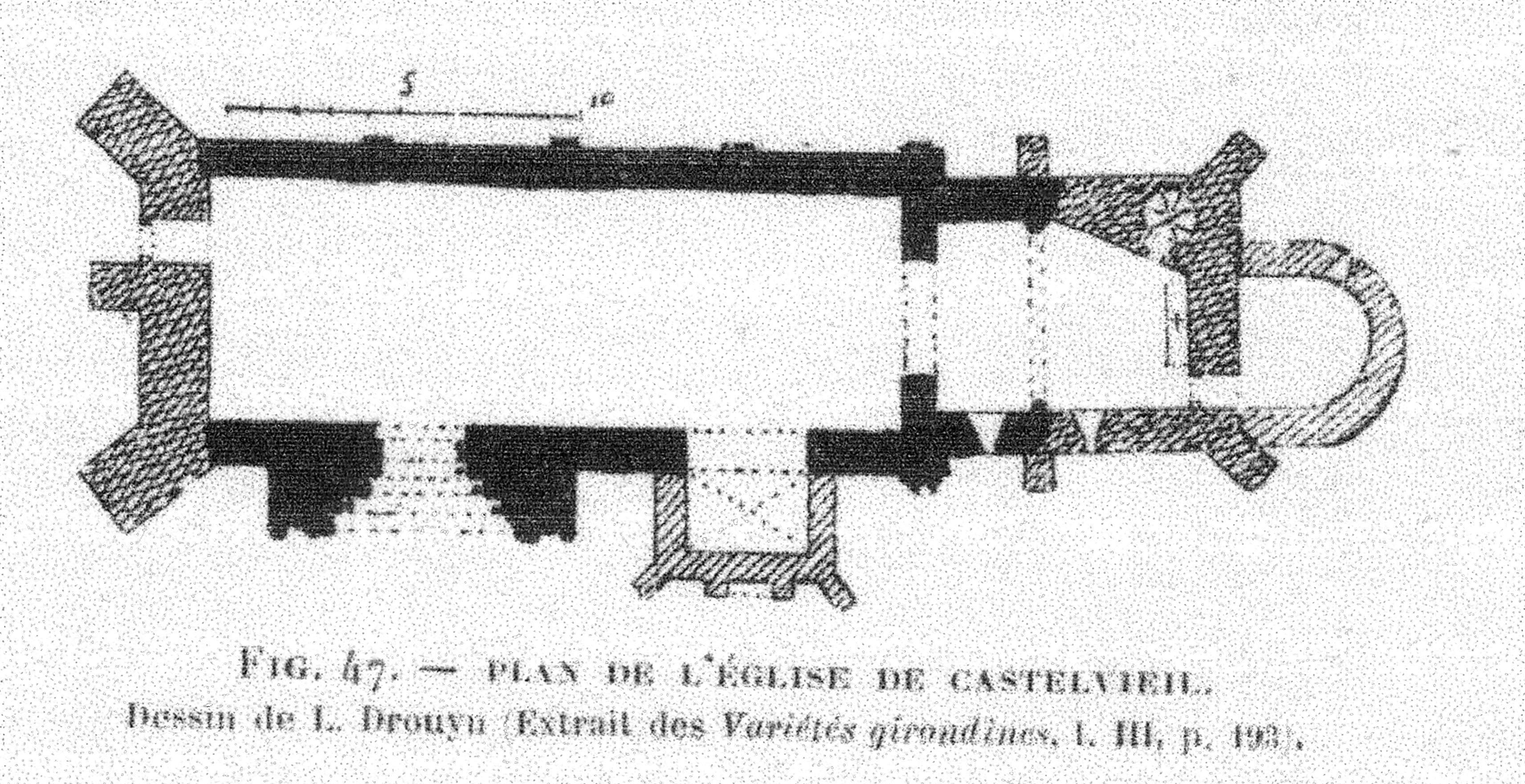
Plan de l'église, dessin de Léo Drouyn (1880)
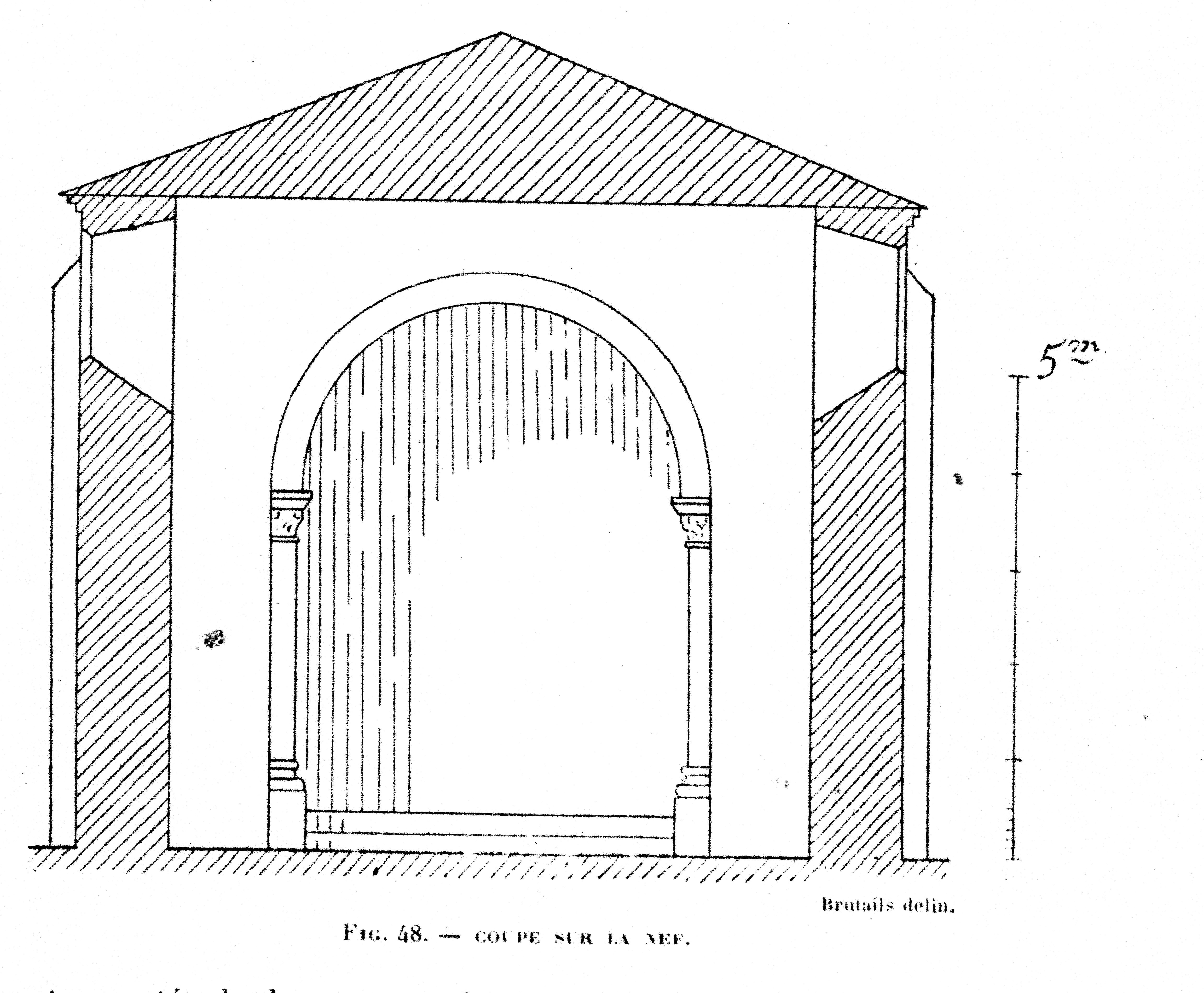
Coupe de la nef (Brutails (1912)

L'édifice est classé en totalité au titre des monuments historiques par arrêté du 1er décembre 1908.

## Iconographie du portail
Sur la façade sud de l'église, se trouve un portail remarquable à cinq voussures sculptées. Il est « le plus beau morceau de sculpture romane du département de la Gironde » selon Léo Drouyn. Le portail est à division tripartite : une grande porte cintrée, à  ébrasement très approfondi pour y loger cinq voussures, flanquée de deux petites arcades aveugles.
L'ensemble est abrité dans un avant-corps homogène, de 8,75 m de long, qui se trouve plaqué contre l'alignement du mur gouttereau sud. La partie décorative s'apparente à ce qu'il est convenu d'appeler le style saintongeais. On trouve plus d'une centaine de figures animés autour du portail. Il est comparable à celui de l'église de Saint-Martin-de-Sescas.
La description du portail ci-dessous est basée sur celle de C. Bougoux.
Ébrasement ouest
Chapiteau 1 (depuis le portail) : feuille d'acanthe
Ce chapiteau n'est pas totalement originel. Il remplace en partie celui décrit par Drouyn en 1845 comme étant cassé.
Chapiteau 2 : la danseuse et les musiciens
Le tailloir est originel et la corbeille stylisée et détaillée. Sur l'angle, une danseuse aux tresses de cheveux tombantes porte une robe richement plissée et ajustée sur une taille fine ; ses bras sont alourdis par des longues manchettes ; elle a les mains sur les hanches. Elle fait les gestes stéréotypés d'une danse lascive. À sa gauche, un joueur de psaltérion est assis sur un tabouret. À sa droite, un homme joue de la vièle avec énergie.
Danse et musique profane prédisposent au péché charnel. La danseuse est la personnification de la Luxure. On trouve souvent, dans des séries modillonnaires, la même séquence de personnages associés à d'autres symboles de la luxure. Sur l'ébrasure orientale, la danse est également évoquée avec Salomé, Hérode et Jean-Baptiste.

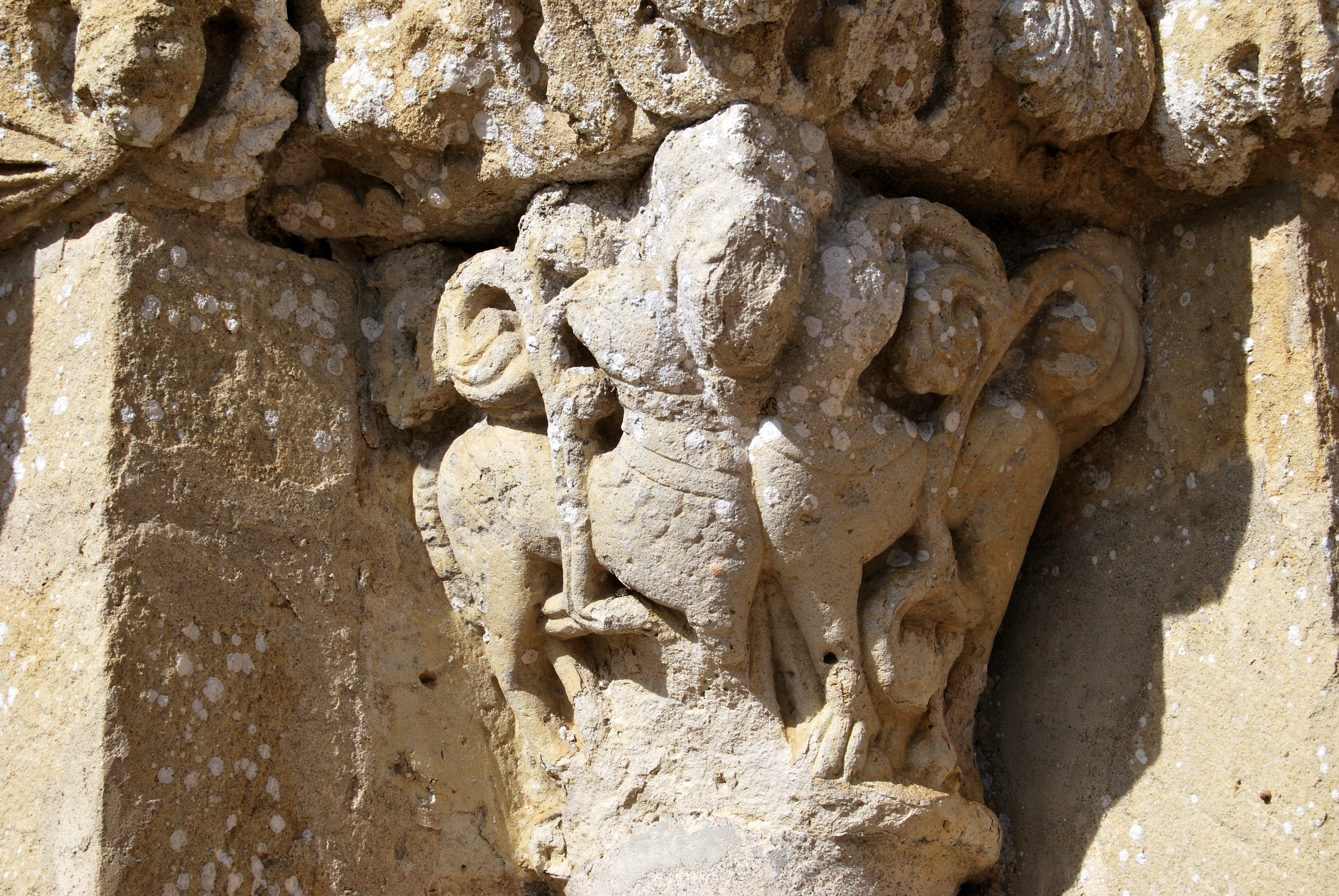
Deux quadrupèdes et un buste

Chapiteau 3 : deux quadrupèdes et un buste
La corbeille est très érodée : les deux fauves ont perdu leurs têtes et le visage de la tête humaine centrale semble avoir été martelée.
Léo Drouyn, qui l'a vu en meilleur état en 1845, reste notre recours : Deux quadrupèdes contournés ont des queues terminées en panache, un homme passe sa tête entre ceux-ci dont il saisit les queues.
On peut toujours voir les restes d'un chevelure léonine sur la tête humaine, ce qui est un symbole de vanité. L'homme tient les queues des fauves, qui sont rentrantes, symbole de la honte, puis qui ressortent sous leurs corps en forme sexuée.
L'homme est certainement dénoncé comme un luxurieux.
Chapiteaux 4 et 5 : couper la galette des rois et deux hommes qui se battent et une femme
Ce double chapiteau est porté par deux colonnettes jumelles, l'une qui appartient au portail central et l'autre à l'arc aveugle occidental.
Deux scènes différentes sont représentées : la première avec un homme et une femme qui découpent la galette des rois et la seconde avec une rixe entre deux hommes avec une femme qui semble implorer les hommes de s'arrêter de se battre.
Il faut noter qu'il y a des changements de facture, ces chapiteaux différant des autres par le style, le mode d'épannelage et la qualité de la pierre utilisée.
Couper la galette :
Un homme est accroupi afin de découper, au-dessus de sa tunique plissé, un gâteau de forme circulaire. En arrière-plan, se penche une femme attentive, qui le tient par l'épaule gauche et le bras droit ; elle porte une guimpe, privilège des épouses, telle qu'on la portait dans les fiefs anglais d'Aquitaine, dès 1180. À la gauche de l'homme, un mammifère à queue rentrée, redressée et sexuée, chuchote à l’oreille de l'homme. Le contexte est donc peccamineux et évoque peut-être la gourmandise.
Le chapiteau est à l'aplomb de la voussure zodiacale et est contigu au signe du Verseau, qui était couramment représenté par un homme coupant la galette des rois. Le péché véniel insufflé par le quadrupède serait de vouloir célébrer des traditions d'origine païenne.
La rixe :
Deux hommes en sont venus aux mains alors qu'une femme mariée — elle porte la même guimpe que la femme de la scène précédente — s'est courbée vers eux, comme si elle implorait que cesse le pugilat.
La supposition qu'elle est l'objet de ce duel et que la découpe du gâteau et la rixe puissent être liées entre elles par un épisode aujourd'hui oublié de la littérature romane, est plausible. On trouve de telles allusions sur le portail de l'église de Gabarnac.
Chapiteau 6 : serpent tenu par une main
Seul le tailloir est authentique. Il aligne deux couples de créatures bi-corporées, à queues sagittifoliées. Le tailloir a dû couvrir une corbeille romane à jamais perdue.
La corbeille actuelle, un serpent tenu par une main, n'est qu'un pastiche de 1867 ayant remployé, sur le côté, quelques anneaux reptiliens de l'époque, le sculpteur s'étant inspiré d'un chapiteau de l'abbaye Saint-Nicolas d'Angers représentant la Luxure.
Ébrasement est
Les tailloirs de tout cet ébrasement portent un décor dont le style est une transition entre roman et gothique.
Chapiteau 1 (depuis le portail) : deux lions adossés à un homme
Deux croupes se touchent et leurs queues s'épanouissent en crosse et palmette. Les deux bêtes regardent une tête humaine. L'homme a des cheveux ramenés en arrière par un fronteau.
La qualité esthétique est grande et la sculpture est à comparer avec le chapiteau ouest 3 qui a été fait environ cinquante ans avant. L'enseignement moral de ces deux chapiteaux est toujours le même.
Chapiteau 2 : Salomé reçoit la tête de Jean-Baptiste
Ce chapiteau est corrélé avec le prochain. L'histoire se lit de droite à gauche. Sur la face externe de la corbeille, un homme se précipite vers une femme située sur la face interne. Il porte la tête d'un homme sur un plateau (l'usure a rendu cette tête informe). L'homme est le bourreau de Jean-Baptiste.
Sur la face interne, une femme court vers l'homme, ses bras étendus pour recevoir le plateau avec la tête.
Leur précipitation est telle que leurs étoles sont soulevées dans les airs.
Dans chaque coin de la corbeille, se trouve un masque diabolique.
Chapiteau 3 : Hérode fait décapiter Jean-Baptiste
Sur la face externe, à droite, le tétrarque Hérode Antipas est assis sur un trône et couronné. Il fait un geste de sa main. À l'angle de la corbeille, un masque maléfique crache un bouquet de feuillages : c'est l'image habituelle du « Mal » qui prononce à l'esprit les paroles qui tuent.
Sur la face interne, Jean-Baptiste a la tête inclinée, les mains sur les genoux de son bourreau qui, lui, tient un glaive pour exécuter sa victime.
Chapiteau 4 : saintes femmes au tombeau (les Myrrhophores)
Le tailloir de ce chapiteau double comporte aux angles deux masques humains, reliés entre eux par une arabesque.
Sur la face interne, en arrière d'un Ange, un homme en tunique longue exhibe de sa main droite le Livre où est relaté le miracle du Christ ressuscité. L'Ange soulève le couvercle du sarcophage et montre de l'index, aux trois femmes venues embaumer Jésus avec leurs aromates, que la tombe est vide.
Chapiteau 7 : oiseaux affrontés
Le tailloir et la corbeille ne sont pas authentiques et sont des réalisations néo-romanes du XIXe siècle.
Le sujet du chapiteau roman est inconnu.
Les arcades latérales
La voussure de l'arcade occidentale est décorée d'un bas-relief : cinq griffons aptères qui se déplacent entre des rinceaux.
Sur la voussure principale de l'arcade orientale, deux jeunes femmes s'affrontent comme deux béliers. À droite, une femme au large sourire, une main sous la poitrine, l'autre touchant le bout de sa longue natte pendante. Elle a dégrafé son sein gauche qu'un serpent tète. Elle est caractéristique d'une romane luxurieuse.
L'antagoniste, à gauche, est une Vertu au regard sombre. Elle tient un petit bouclier discoïde, probablement une hostie, qui est symboliquement la meilleure des protections. Dans sa main droite, elle brandit une arme blanche.
L'archivolte au-dessus héberge sept oiseaux qui détournent la tête. Du côté Vertu, ils sont deux, et du côté Luxure, cinq ; ils sont tous en train de becqueter un feuillage.
L'iconographie des dix chapiteaux romans est imprégnée du monde du péché. Seule  la scène des myrrhophores attestant la Résurrection du Christ, est là pour apporter un espoir de salut.
Les voussures du portail
L'archivolte comporte cinq voussures cintrées qui développent une surface sculptée considérable. La réalisation de l’œuvre a demandé beaucoup de moyens.
Le décor des deux premières voussures est ornemental : festons, rosettes, entrelacs et arabesques. Les trois voussures externes s'animent de figures : 
- la voussure III par 38 tireurs de cordes,
- la voussure IV par trois Vertus contre quatre paires de Vices,
- la voussure V, par la succession des 12 travaux liés aux douze signes du zodiaque.

Voussure III : Les tireurs de corde

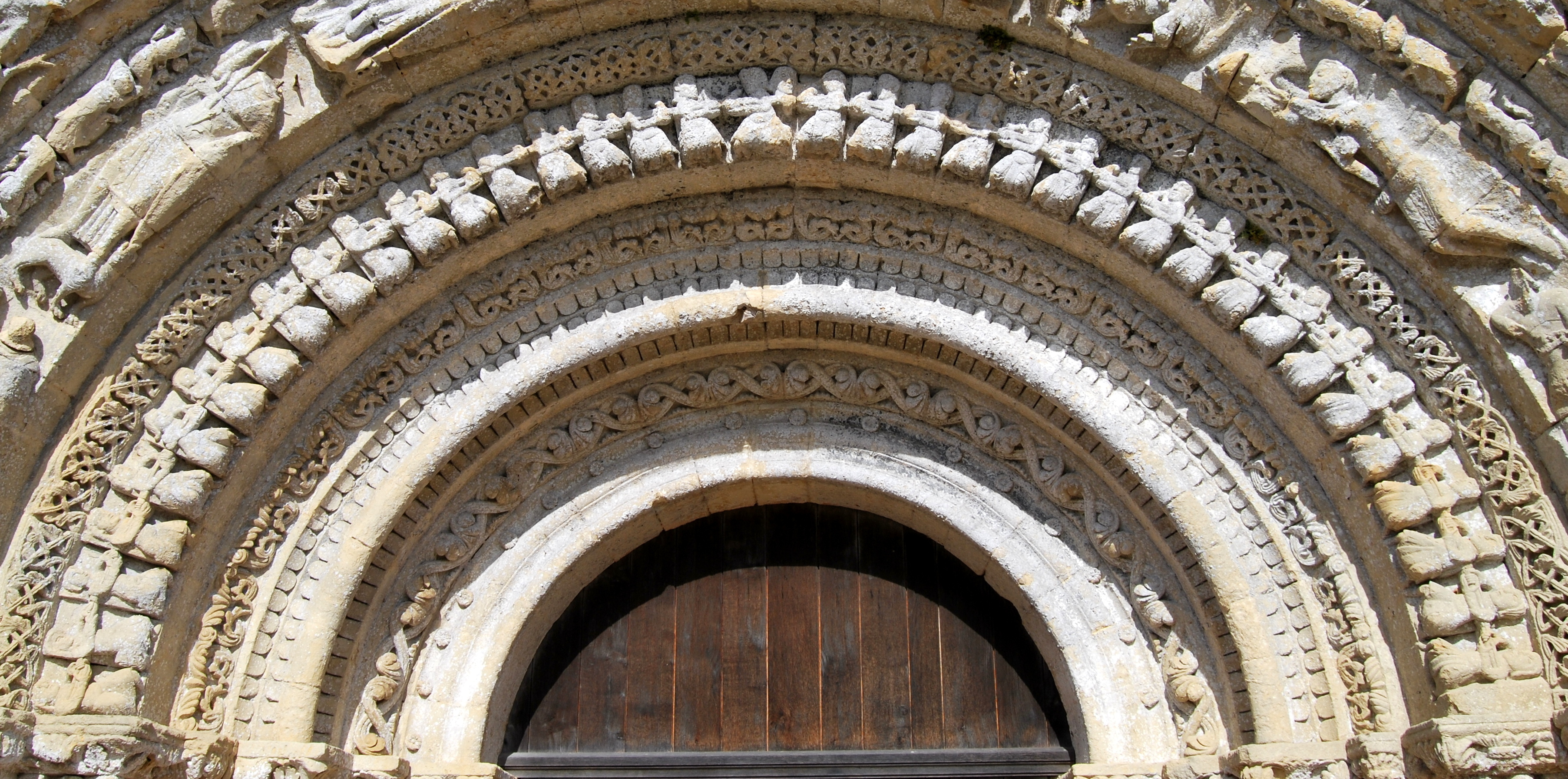
Les tireurs de corde

Trente huit hommes, en tuniques longues, sont répartis en deux groupes : 18 hommes à gauche et 20 hommes à droite s'opposent au tir de corde. On peut remarquer la position inhabituelle des mains, avec un bras au-dessous de la corde et l'autre au-dessus. C'était peut-être la position réglementaire dans ce jeu populaire.
Sous l'aspect ludique, se cache une leçon de moralité illustrée par le groupe de pécheurs s'opposant à celui des vertueux. Les 18 hommes à gauche sont des vertueux (ils sont au-dessous des combattants des Vertus de la cinquième voussure), les 20 hommes à droite sont des pécheurs (au-dessous des Vices de la cinquième voussure). Les vertueux ont l'avantage, car les pécheurs ont été dépassés l'axe du portail, qui est l'arbitre.
Le rendu ornemental des tireurs, couronnés par un rouleau continu et ajouré de demi-palmettes entrelacées est remarquable.
Voussure IV : Les sept péchés capitaux

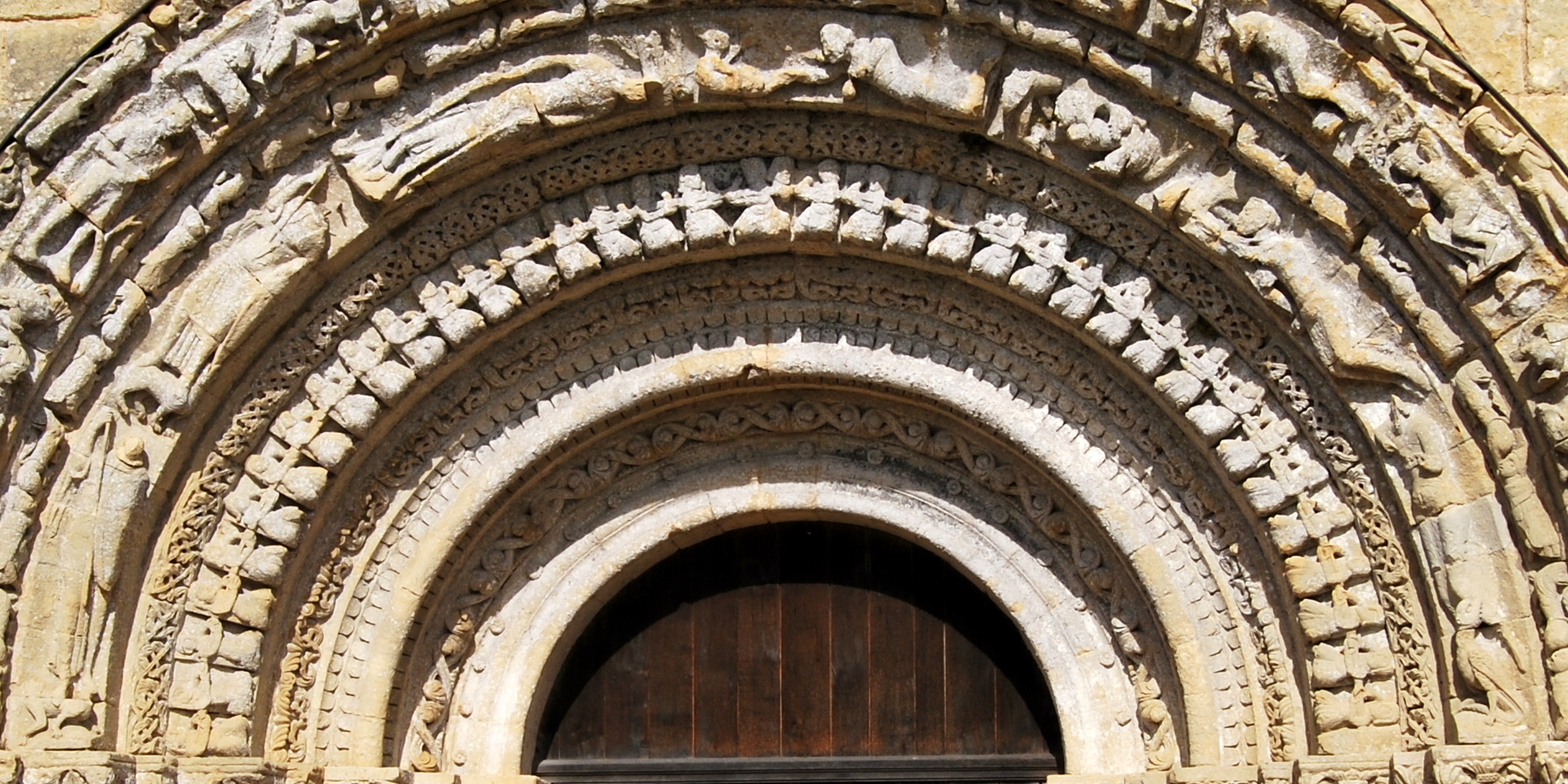
Les sept vices

Sur la côté ouest de la voussure, trois guerrières sont alignées jusqu'au sommet de l'arc. Chacune piétine avec ses bottines un vice incarné par un quadrupède de type canidé, terrorisé. Elles répondent au stéréotype, développé dans la région poitevine, des héroïnes de la psychomachie de Prudence. La première brandit toujours son arme, les deux autres ont déjà enfoncé la pointe de leur écu dans la gueule des bêtes. Il est à noter que les trois têtes ont disparu.
L'identification des trois vices piétinés et vaincus est problématique en raison de l'usure.
Les Vices, du côté est, sont personnifiés par des hommes ordinaires, sculptés à la même échelle que les trois Vertus.
À la suite des Vertus, donc depuis le sommet de la voussure, le premier pécheur est l'Avare, un homme d'âge mûr, qui porte en sautoir une bourse. Un comparse à bonnet pointu lui fait face et le tient enchaîné par le cou. Le bonnet pointu a une valeur négative et était utilisé couramment pour désigner les non-chrétiens : Persans, Maures et Juifs.
Le deuxième péché semble faire référence à la Colère (Ira) : un homme trapu livre un combat avec une bête. L'homme lui-même est animalisé au niveau des pieds.
Le troisième péché est basé sur le mythe de Ganymède, où Zeus, pour séduire le jeune homme et en faire son amant, se transforme en aigle. Un éphèbe passe les bras autour du cou d'un aigle et tous les deux se regardent dans les yeux. Le mythe, qui contient l'apologie de la pédérastie et de l'homosexualité, était un récit populaire à l'époque romane. Le clergé étaient en lutte constante pour dénoncer les « étreintes interdites et contre nature ».
Le quatrième péché est difficile à identifier : un homme sans visage, au corps avachi, lève son coude droit au-dessus de l'épaule. Un dragon à plumes, assis sur sa queue, lui mord le genou.
Le couvre-joint intercalaire

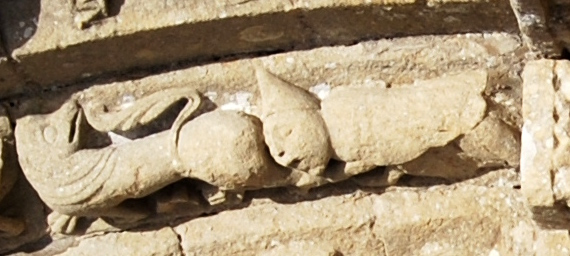

Entre les quatrième et cinquième voussures, vingt-huit sujets sont repartis en deux séries de 14, qui convergent au somment de l'arc. Elles sont constituées d'un motif répétitif : l'association d'un homme et d'un lion. Le lion tourne la tête en direction d'une queue sexualisée et chaque bête enjambe une plante quadrifide. L'homme, coiffé d'un capuchon, est figuré comme un insecte rampant au sol qui attrape les deux pattes arrière du lion qui le précède. Un pliage de sa chape simule les ailes d'une sauterelle. Vu les vêtements portés, la satire semble plus cibler les universitaires et clercs que les paysans.
Voussure V : le Zodiaque et activités agricoles
La cinquième voussure est consacrée au douze signes du Zodiaque et, sur le cordon externe, les figures sont en corrélation avec les travaux agricoles des mois correspondants. Le Zodiaque de Notre-Dame de Castelviel est l'une des plus riches créations de la sculpture girondine.
La retombée occidentale de l'arc marque le début de ce calendrier, qui commence en janvier.
1. Le Verseau (21 janvier - 19 février)
- Ce début du calendrier est caractérisé par le repos d'hiver et les festivités de début d'année : un homme est installé dans un fauteuil et est en train de découper au couteau une galette des rois.
- La représentation du signe du Verseau est très mutilée. Il ne reste plus que l'avant d'un caprin, à sabot fendu et à longues cornes.

2. Les Poissons (20 février - 20 mars)
- Le sujet de février se présente de face, assis devant un brasier. Il a ôté ses chaussures et relevé son bliaud sur les cuisses. l'homme, au visage placide, est le stéréotype du « bonhomme Hiver ».
- Au-dessus l'homme, au lieu du signe astrologique de deux poissons, se trouve un homme aux jambes nues, avec une tête de poisson. Il est assis sur la moulure d'un arc d'où il pêche la tête du bonhomme Hiver.
- Sur la bordure externe, se tient un couple : la femme tient dans sa main une tresse de cheveux et l'homme, un chasseur aux jambes croisées, tient sa trompe de chasse.

3. Le Bélier (21 mars - 20 avril)

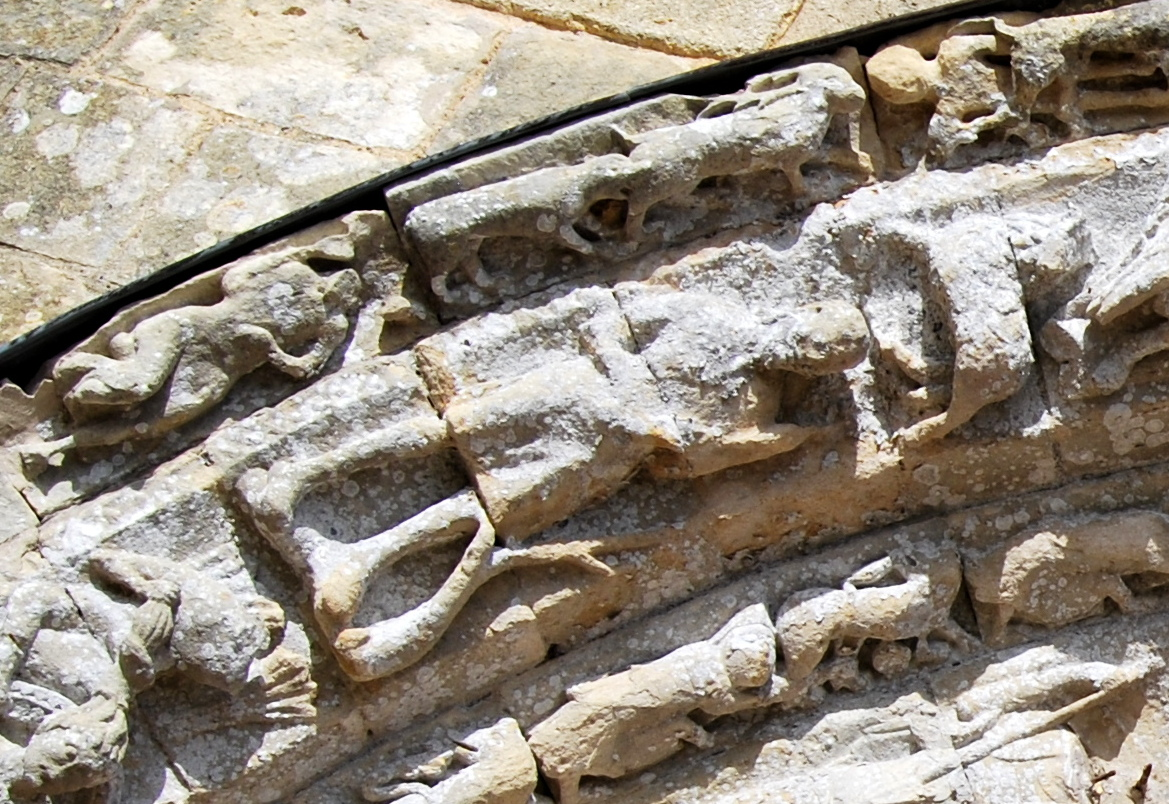
Bélier

- Le travail du mois d'avril le plus représenté était la taille de printemps des arbres et arbustes : un paysan, qui porte un bliaud court, tient un rameau d'une main et une serpe de l'autre.
- Au-dessus de la tête de l'homme, un jeune bélier est tourné vers la gauche et détourne la tête de la bordure profane. Sa toison est sommairement indiquée.
- Sur la bordure externe, un personnage sans tête, le bras gauche sur l'abdomen, est en train de courir vers une scène de chasse où un molosse « courant le cerf » vient de planter ses crocs dans le cuissot de l'animal.

4. Le Taureau (21 avril - 20 mai)

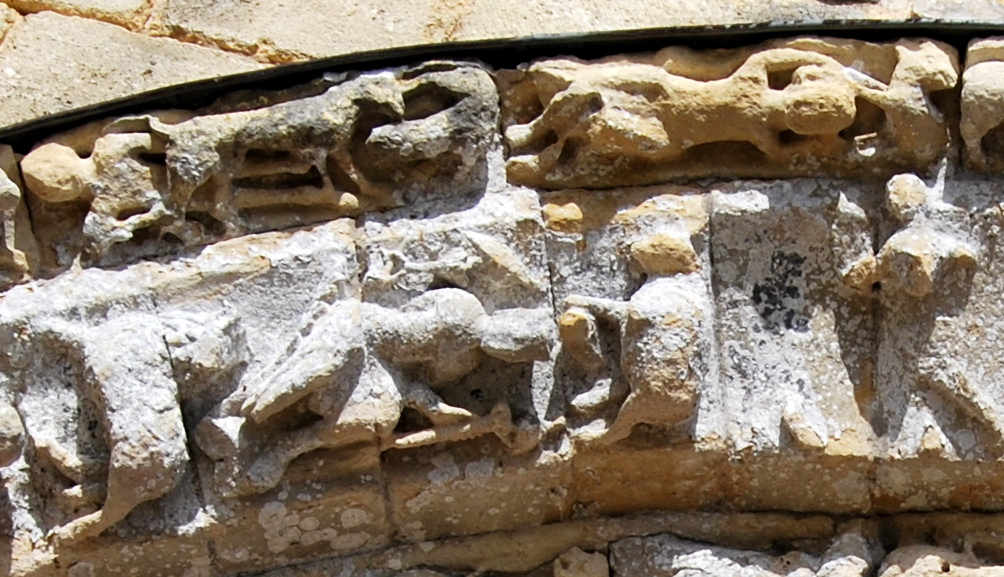
Taureau

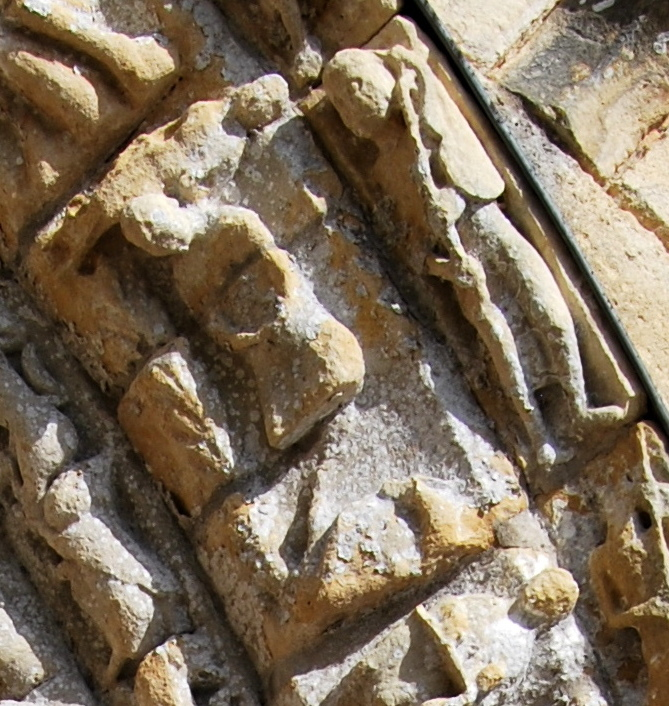
Vierge

- Le sujet principal est une jeune femme assise sur un lit de feuilles. Dans sa main droite, elle tient une fleur stylisée où est perché un oiseau. Dans sa main gauche, elle serre un rameau feuillu avec un second oiseau. Elle incarne la Primavera.
- Au-dessus de sa tête, on voit le profil d'un taureau.
- Sur la bordure externe, deux personnages nus sont couchés sur le dos : un homme piétiné par un canidé et accompagné d'un oiseau et une femme qui cherche à retenir un petit animal. La corrélation avec le Printemps et le réveil des instincts est évident.

5. Les Gémeaux (21 mai - 22 juin)

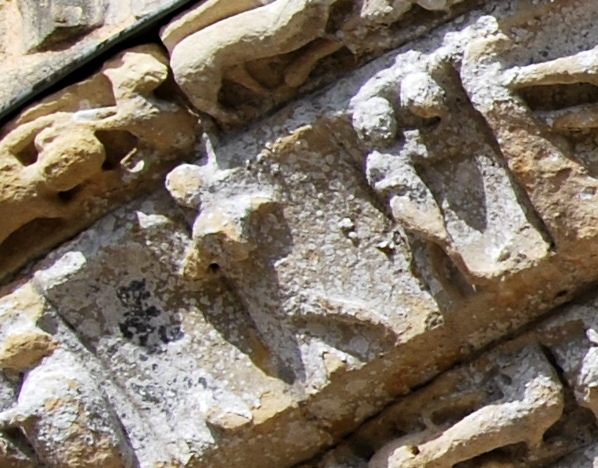
Gémeaux

- Les claveaux qui portaient ce signe sont très dégradés. On ne voit plus le sujet de l'occupation saisonnière.
- À l'origine, deux gémeaux se faisaient face. L'un des gémeaux a disparu.
- La bordure externe est commune avec celui du Cancer.

6. Le Cancer (23 juin - 23 juillet)

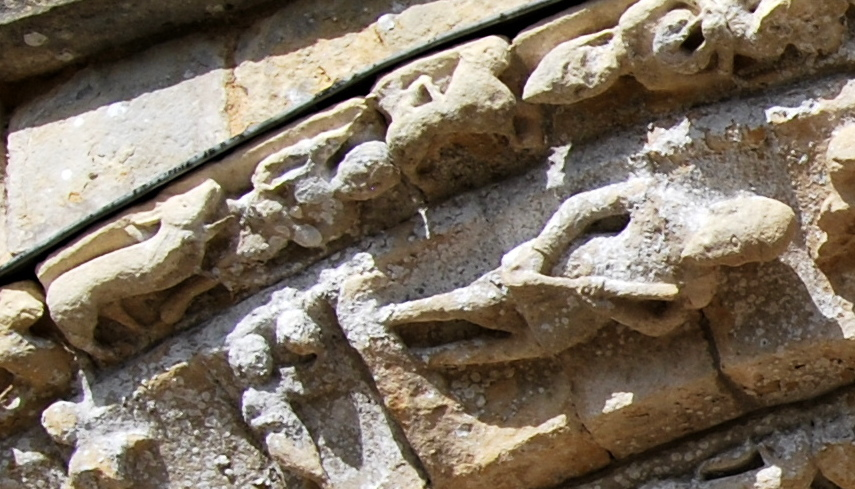
Cancer

- Le travail de cette période était la fenaison. Le sujet principal est un paysan en train de couper le foin à la faux. Il porte un bliaud court et une barbiche taillé en pointe.
- Le signe astrologique est manquant car, sans doute par erreur de calcul, il ne restait pas assez de place.
- Sur la bordure externe, une femme s'apprête à transpercer le corps d'un cochon à coup d'épieu. Elle est suivie d'un lion solitaire, à queue pomponnée. Il est possible que ce lion soit le signe manquant du mois suivant, car, comme pour le Cancer, il y manque de la place.

7. Le Lion (24 juillet - 23 août)

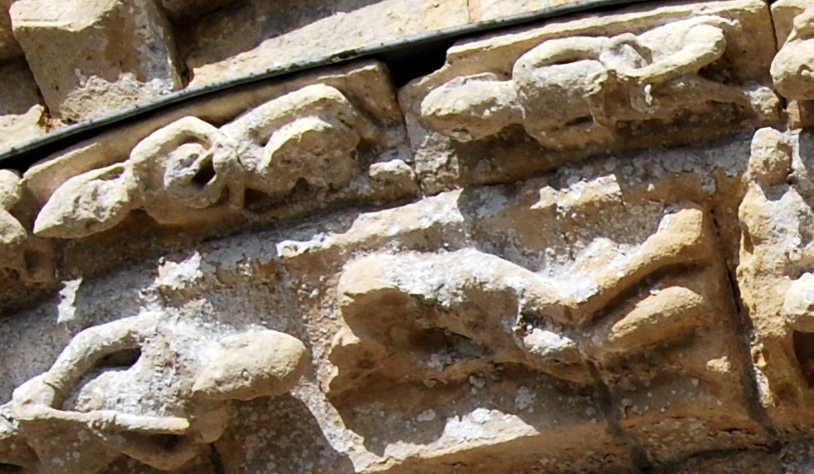
Lion

- Le personnage principal est abîmé, mais la représentation traditionnelle du mois d'août était celui d'un paysan moissonnant les céréales à la faucille.
- Il n'y avait pas assez place pour insérer le signe du lion, mais sur la bordure externe du mois précédent se trouve un lionceau.
- Sur la bordure externe, un personnage coiffé d'un casque tient deux objets dans ses mains. Il est suivi par un homme cherchant à se retirer une épine du pied. (Le sujet du tireur d'épine était relativement fréquent sur des modillons romans.)

8. La Vierge (24 août - 23 septembre)
- Le sujet principal est un paysan qui fait le battage de la récolte. Il tenait entre ses mains le manche (aujourd'hui disparu) de son fléau dont le battoir cylindrique se trouve au sol, entre ses pieds. Un énorme épi de blé est symboliquement érigé devant l'homme.
- Une femme dressée tient le rôle de la Vierge du Zodiaque (l'antique déesse Isis, que l'on représentait tenant à la main un épi de blé.).
- Sur la bordure externe, un homme regarde le travail du batteur. Il porte sur le dos une hotte en osier et dans les mains un bâton de berger. Il attend de faire paître ses bêtes dans les chaumes délaissés par les moissonneurs.

9. La Balance (24 septembre - 23 octobre)

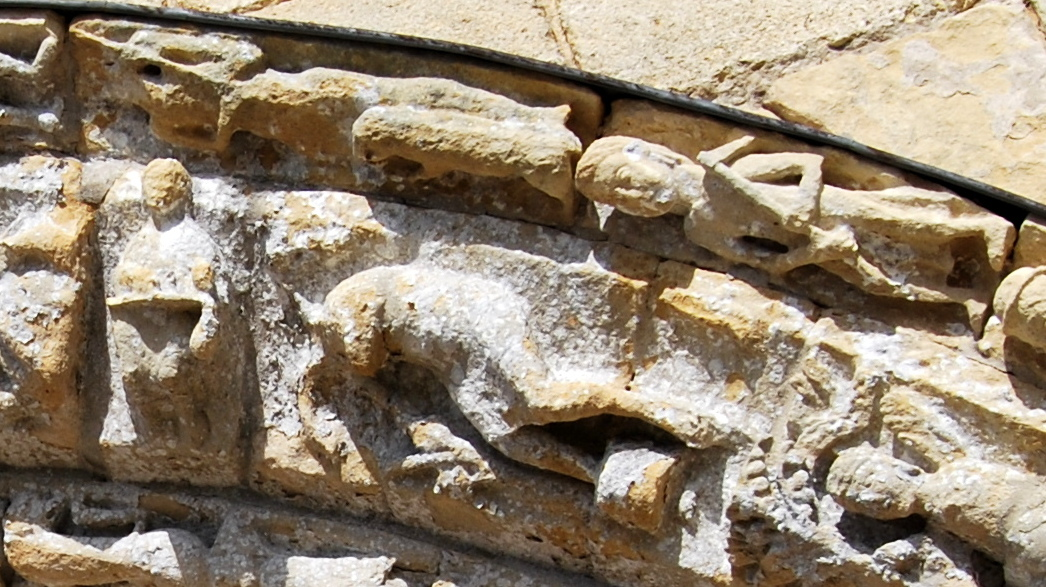
Balance

- C'est l'époque des vendanges dans l'Entre-deux-Mers. Le sujet principal est un homme en train de piler avec le pied, dans un baquet, des grappes de raisin qu'il vient de cueillir sur un cep de vigne.
- Une femme assise en majesté tient contre sa poitrine une balance, dont il subsiste le fléau et un des plateaux.
- Sur la bordure externe, un chasseur est en train de tuer son gibier à l'épieu et est suivi d'un paysan qui marche, portant une houe sur l'épaule.

10. Le Scorpion (24 octobre - 22 novembre)

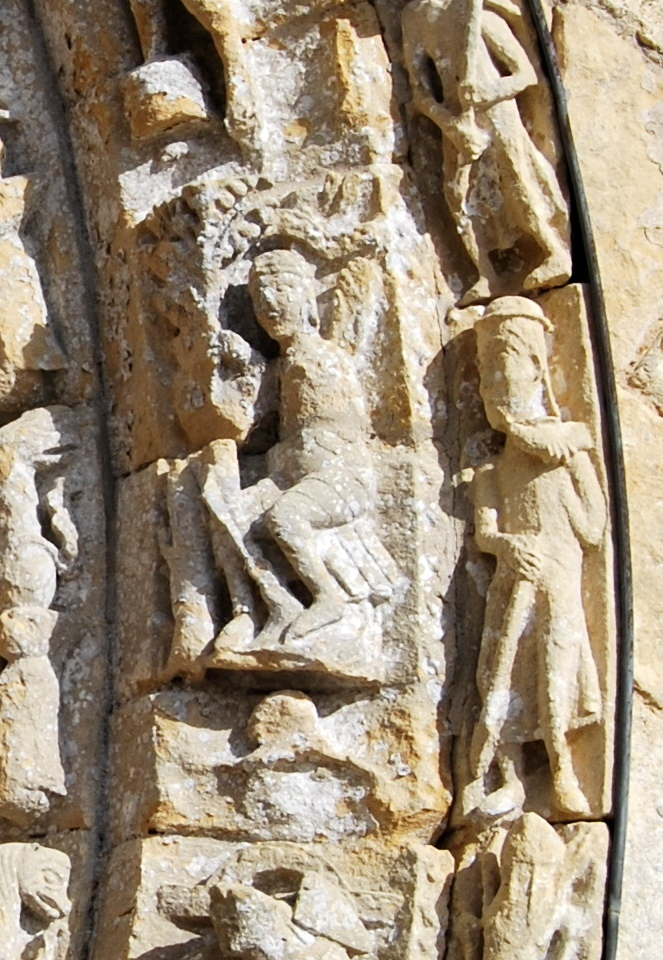
Scorpion

- Le signe calendaire est placé sous le sujet principal. Ici, le scorpion a la forme d'une coquillage. Les sculpteurs romans, à la différence des enlumineurs, ignoraient délibérément les détails anatomiques des insectes et arachnides.
- Le travail saisonnier montre un paysan, très bien habillé et coiffé d'une toque, assis devant le tronc d'un arbre. À l'aide d'un gourdin, il gaule ce chêne stylisé pour en faire tomber les glands — le droit coutumier de glandage permettait de ramasser les glands et d'engraisser des porcs —. Cette activité était traditionnellement liée au mois du Scorpion par les imagiers.
- Sur la bordure externe, un chasseur, coiffé d'un melon et couvert d'une cape, s'appuie sur un bâton tout en sonnant du cor.

11. Le Sagitaire (22 novembre - 20 décembre)

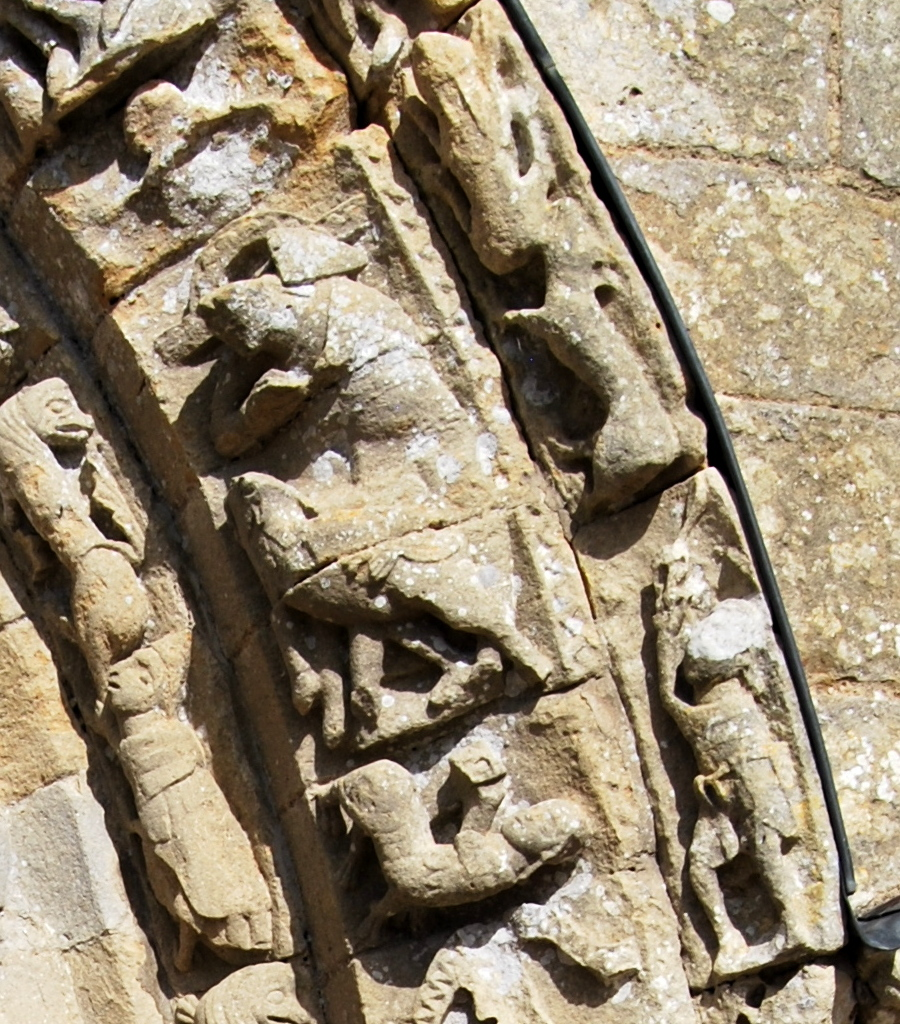
Sagittaire

- L'avant-dernier mois de l'année est délimité au sommet par un dais en arbalète et en bas par le signe astrologique d'un centaure, qui est retourné pour bander son arc.
- L'image du mois est très usée. Un homme (qui a perdu sa tête) s'occupe de petit bétail, peut-être un bélier. En Aquitaine, la stabulation était souvent associée avec le signe du Sagittaire. Ailleurs en Europe, la plus populaire des activités associées au Sagittaire était le moment où « on tue le cochon », pour le mettre au saloir.
- Sur la bordure externe, un lièvre est attrapé par un chien puis suivi par un homme qui brandit une flèche. Il se peut que cette scène ait un rapport avec le signe du Capricorne qui suit.

12. Le Capricorne (20 décembre - 20 janvier)

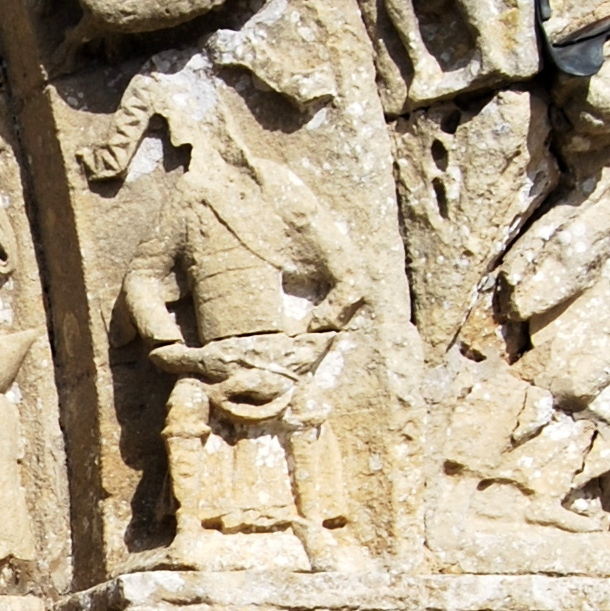
Capricorne

- Pour le dernier mois du Zodiaque, c'est la récompense du labeur de l'année : le repos et les plaisirs de la table. Un paysan dont le vêtement (tunique, molletières, bottines) n'est pas une tenue de travail, est assis avec un plateau sur les genoux. Il découpe des victuailles avec un long couteau.
- Habituellement, le Capricorne était représenté, soit avec un torse de chèvre et une queue de poisson ou serpent, soit par une banale chèvre. Sur l'arc, ici, il n'y avait plus de place et il semble que la chèvre a été remployée comme doublon de chèvre buvant comme signe de Verseau, au début du Zodiaque !

Les modillons romans
Une dizaine de modillons romans ont été remployés sur le mur sud de la nef. Ils sont tous très érodés et il est impossible de les analyser pour un contenu symbolique.

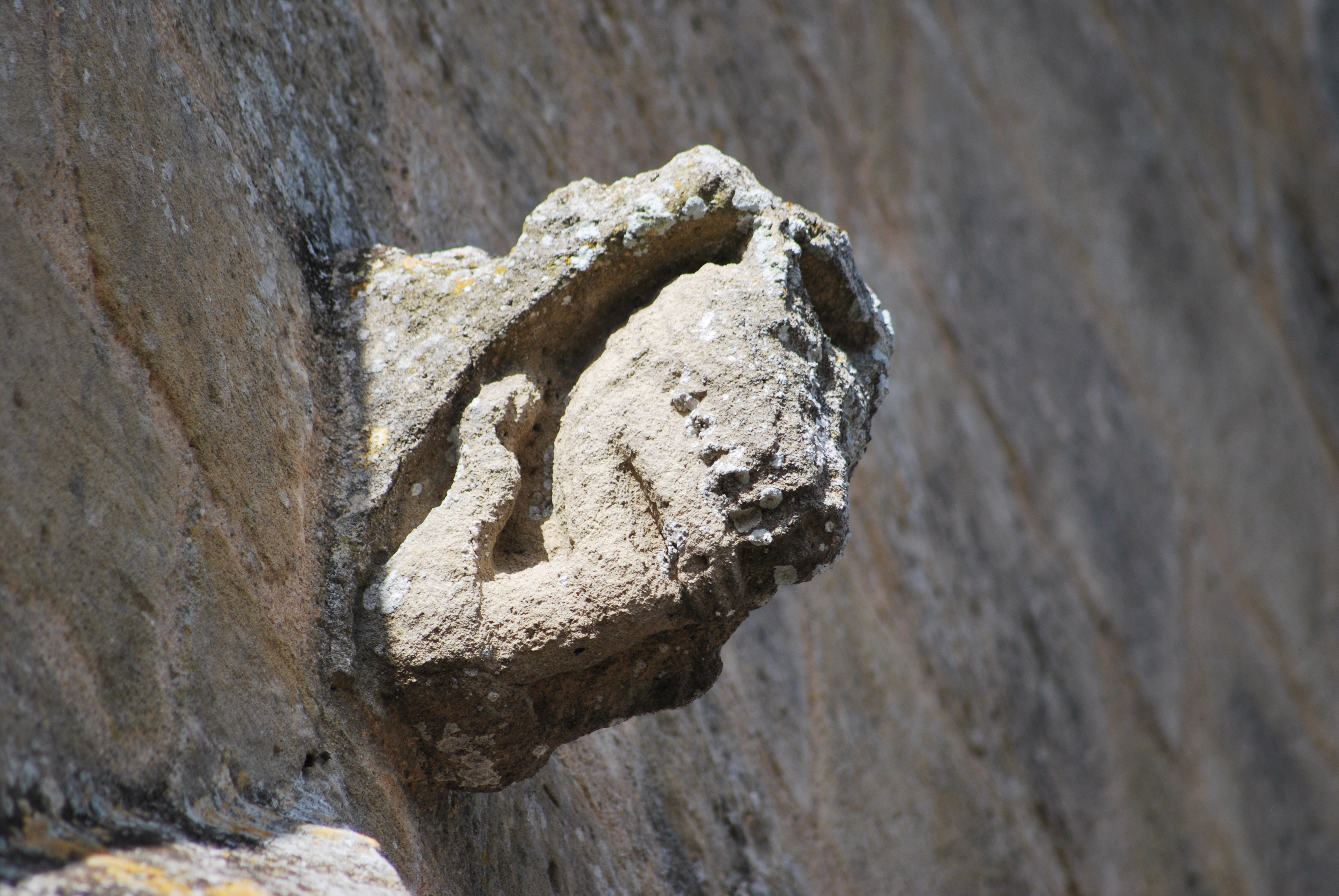
Bête mangeant un homme
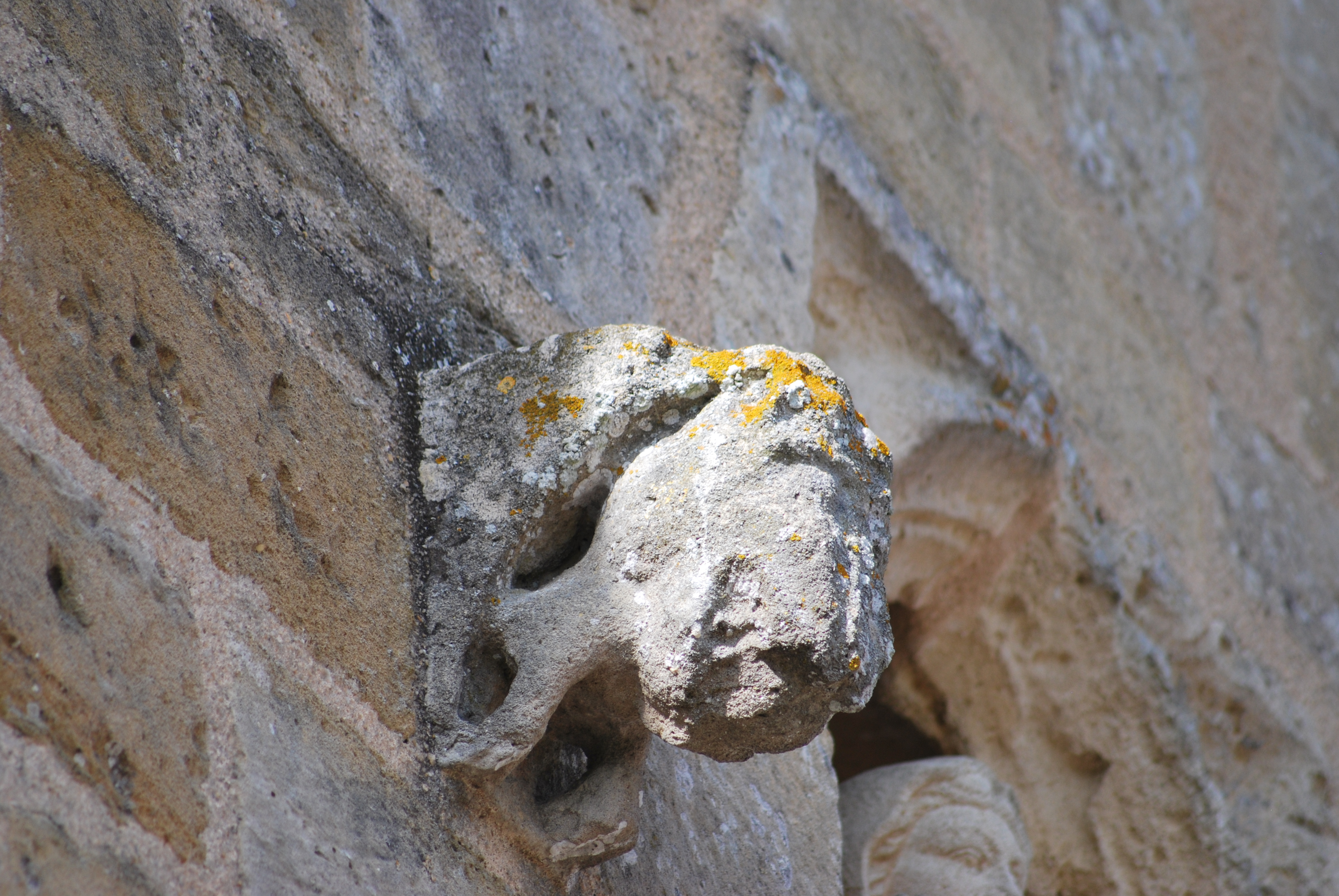
Monstre maléfique
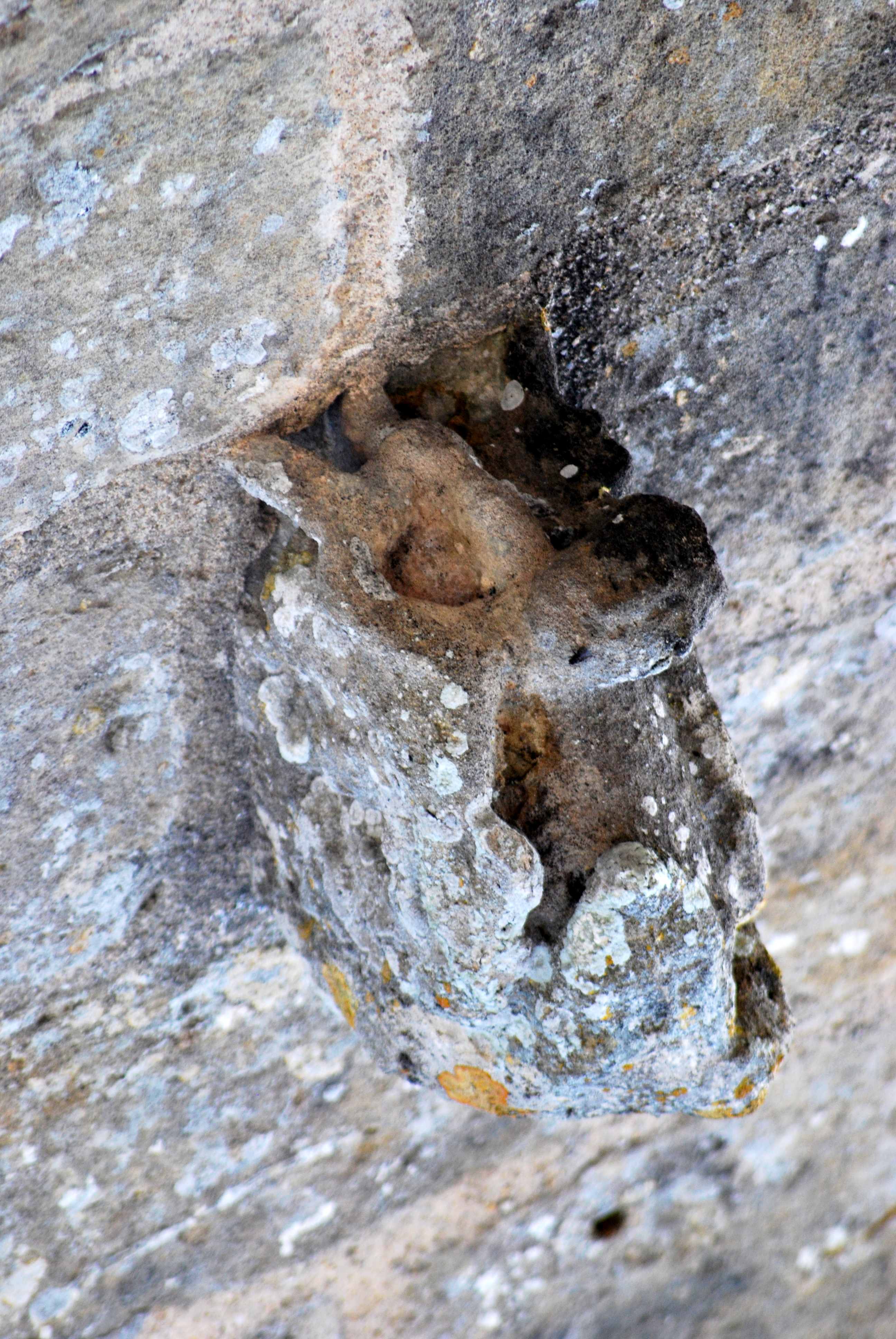
Homme
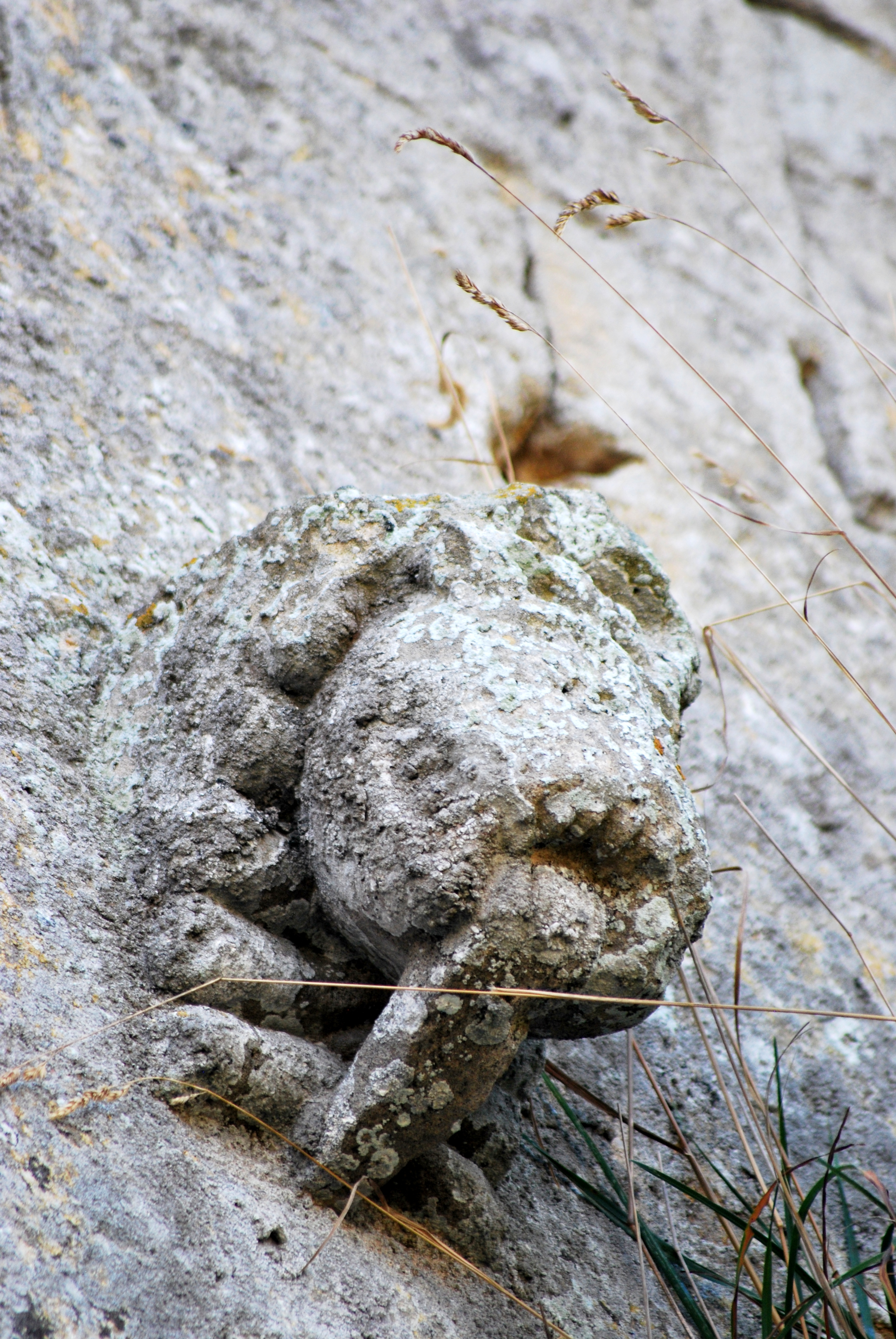
Monstre tirant la langue
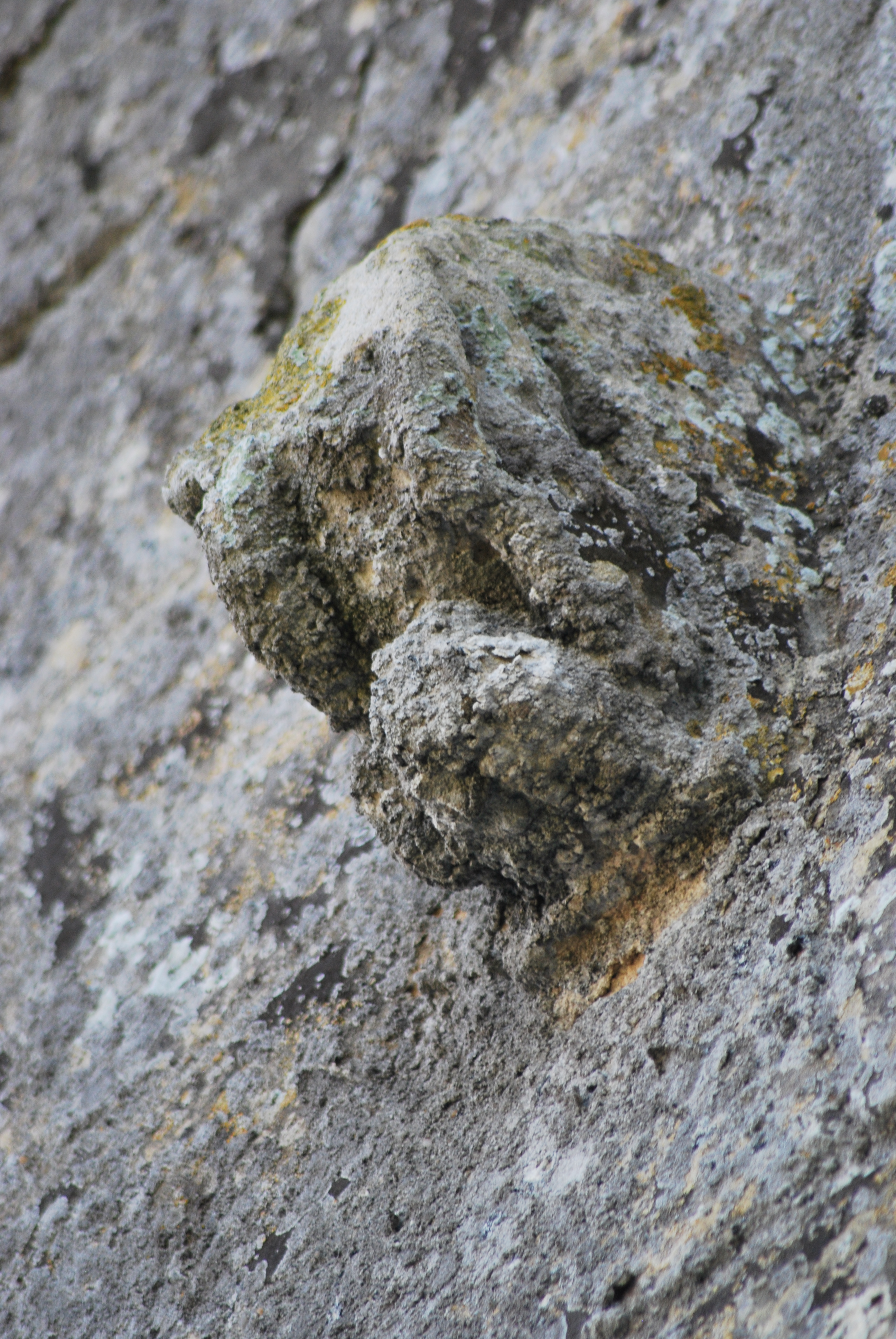
Acrobate